# 1780
1780 (MDCCLXXX) byl rok, který dle gregoriánského kalendáře započal sobotou.

## Události
- 8. ledna – Při zemětřesení o síle asi 7,7 stupňů v perském městě Tabríz zahynuly desítky tisíc lidí.
- 12. ledna – Ve Švýcarsku vyšly poprvé noviny Neue Zürcher Zeitung.
- 16. ledna – V bitvě u mysu sv. Vincence v rámci americké války za nezávislost zvítězilo britské námořnictvo nad španělským.
- 19. května – Na severovýchodě Severní Ameriky během dne padla silná a obtížně vysvětlitelná temnota, patrně následek velkých lesních požárů.
- 18. září – Durynské město Gera bylo silně poničeno požárem.
- 10.–16. října – Během Velkého hurikánu v Karibiku zahynulo okolo 25 000 lidí. Byl to nejvyšší počet obětí z dosud zaznamenaných hurikánů. Hurikánová sezóna zasáhla do Americké války za nezávislost a silně poškodila francouzské a britské námořní síly.
- 29. listopadu – Zemřela panovnice Habsburské monarchie Marie Terezie a na trůn nastoupil její syn a římskoněmecký císař Josef II.
- V Čechách byl průměrný počet členů rodinné domácnosti 4,5 a na Moravě 4,9 člena.
- Karel Virgler založil dětský pěvecký sbor Rolnička Praha.

### Probíhající události
- 1775–1783 – Americká válka za nezávislost
- 1776–1780 – Třetí plavba Jamese Cooka

## Narození

### Česko
- 26. ledna – Josef Karl Bernard, česko-rakouský novinář a libretista († 31. března 1850)
- 18. února – Josefa Pedálová, řeholnice a spisovatelka († 4. března 1831)
- 28. února – Josef Kossek, hodinář a malíř miniatur († 7. července 1858)
- 18. března
  - Jan Nepomuk Trauttmansdorff, šlechtic († 24. září 1834)
  - Johanna Salm-Reifferscheidt, malířka († 13. září 1857)
- 01. dubna – Alois Gonzaga z Lichtenštejna, rakouský generál († 4. listopadu 1833)
- 22. května – Jan Emanuel Doležálek, hudební skladatel († 6. července 1858)
- 10. července – František Ignác Kassián Halaška, kněz a osvícenský přírodovědec († 12. července 1847)
- 07. srpna – Bernard Baron, právník z Čech působící v Rusku († 26. února 1820)
- 01. září – František Dušek, kantor a skladatel církevní hudby († 18. května 1844)
- 09. října – Jan Rittersberg, německo–český spisovatel žijící v Praze († 18. června 1841)
- 25. října – Karl Friedrich von Kübeck, úředník a politik ve Vídni († 11. září 1855)
- 27. listopadu – Ambrož Bečička, český cisterciák působící v Rakousku († 23. prosince 1861)
- 24. prosince – Johanna Jungmannová, manželka Josefa Jungmanna († 3. září 1855)

### Svět

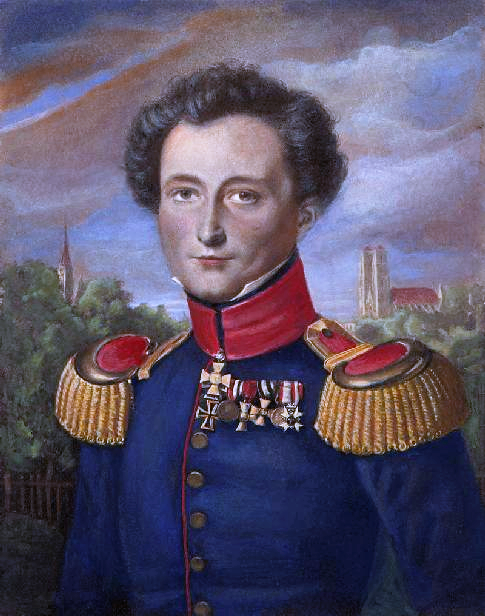
Carl von Clausewitz (* 1. června)

- 10. ledna – Martin Lichtenstein, německý lékař, průzkumník a zoolog († 2. září 1857)
- 15. února – Alfred Edward Chalon, švýcarsko-britský portrétista žijící v Londýně († 3. října 1860)
- 07. března – Alexandre Deschapelles, francouzský šachista († 27. října 1847)
- 17. března – Thomas Chalmers, skotský reformovaný teolog, kazatel († 31. května 1847)
- 18. března – Miloš Obrenović I., srbský kníže († 28. září 1860)
- 30. března – Karl von Catinelli, rakouský důstojník z dob napoleonských válek († 27. července 1869)
- 07. dubna – Jørgen Jørgensen, dánský korzár († 20. ledna 1841)
- 13. dubna – Štěpán Zichy, uherský šlechtic a rakouský diplomat († 8. července 1853)
- 22. dubna – Henrietta Nasavsko-Weilburská, německá šlechtična († 2. ledna 1857)
- 29. dubna – Charles Nodier, francouzský romantický prozaik († 27. ledna 1844)
- 01. května – Augusta Pruská, německá salonistka a hesenská kurfiřtka († 19. února 1841)
- 05. května – Michele Tenore, italský botanik († 19. července 1861)
- 14. května – Jules de Polignac, francouzský státník a ultra-monarchistický politik († 2. března 1847)
- 20. května – Bernardino Rivadavia, argentinský státník a první prezident Argentiny († 2. září 1845)
- 01. června – Carl von Clausewitz, pruský generál, válečný stratég a teoretik († 16. listopadu 1831)
- 09. června – Wilhelm Eder, rakouský římskokatolický duchovní († 24. září 1866)
- 15. června – Theodor Baillet de Latour, rakouský důstojník a politik († 6. října 1848)
- 21. června – Thomas Hamilton, 9. hrabě z Haddingtonu, britský státník a šlechtic († 1. prosince 1858)
- 28. června – Franz Xaver von Hertling, bavorský generálporučík († 13. září 1844)
- 05. července – Juraj Tvrdý, slovenský kanovník, duchovní, národní buditel († 1865)
- 07. srpna – Bernard Baron, profesor práv († 26. února 1829)
- 19. srpna – Pierre-Jean de Béranger, francouzský básník († 16. července 1857)
- 21. srpna – Jernej Kopitar, slovinský jazykovědec a buditel († 11. srpna 1844)
- 29. srpna – Jean Auguste Dominique Ingres, francouzský malíř († 14. ledna 1867)
- 22. září
  - Alfréd Britský, anglický princ a syn krále Jiřího III. († 20. srpna 1782)
  - Ján Čaplovič, slovenský evangelický advokát, publicista a etnograf († 29. května 1847)
- 01. října – Göran Wahlenberg, švédský geobotanik, který působil v Kežmarku († 23. březen 1851)
- 17. října
  - Marie Amálie Rakouská, rakouská arcivévodkyně a princezna († 25. prosince 1798)
  - Richard Mentor Johnson, americký politik, viceprezident USA († 19. listopadu 1850)
- 03. listopadu – Victor Dourlen, francouzský skladatel († 8. ledna 1864)
- 13. listopadu – Randžít Singh, sikhský válečník, zakladatel a první vládce Sikhské říše († 27. června 1839)
- 17. listopadu – Peter Oluf Brøndsted, dánský archeolog († 26. června 1842)
- 18. listopadu – Karl Georg Rumi, slovenský učenec a evangelický duchovní († 5. dubna 1847)
- 22. listopadu – Conradin Kreutzer, německý hudební skladatel († 14. prosince 1849)
- 01. prosince – Bernhard Rudolf Abeken, německý filolog († 24. února 1866)
- 13. prosince – Johann Wolfgang Döbereiner, německý chemik († 24. března 1849)
- 26. prosince – Mary Somerville, britská vědkyně a spisovatelka ze Skotska († 28. listopadu 1872)
- neznámé datum
  - James Justinian Morier, britský diplomat a spisovatel († 3. března 1849)
  - Robert Torrens, britský ekonom, který jako první popsal princip komparativní výhody v mezinárodním obchodu († 27. května 1864)
  - John Tanner, americký spisovatel († 1846)
  - Luigi Antonio Calegari, italský operní skladatel († 1849)
  - Pedro Marieluz Garces, kamilliánský katolický kněz a vojenský kaplan († 25. září 1825)
  - Juraj Tvrdý, slovenský kněz, národní buditel († 1865)

## Úmrtí

### Česko
- 26. ledna – Antonín Ferdinand Feuerstein, česko-rakouský důstojník, polní maršál (* 15. prosince 1691)
- 11. března – Jan Antonín Jedlička, stavitel a architekt (* 10. června 1736)
- 17. dubna – Josef Jan Maxmilián Kinský, šlechtic a průmyslník (* 15. listopadu 1705)
- 03. října – Jan Jílek, exilový hodnostář a kronikář (* 30. dubna 1707)
- neznámé datum
  - Jan Křtitel Jiří Neruda, houslista, sbormistr a skladatel (* 1708)
  - Ignác Lengelacher, rakouský sochař činný na jižní Moravě (* 25. července 1698)

### Svět

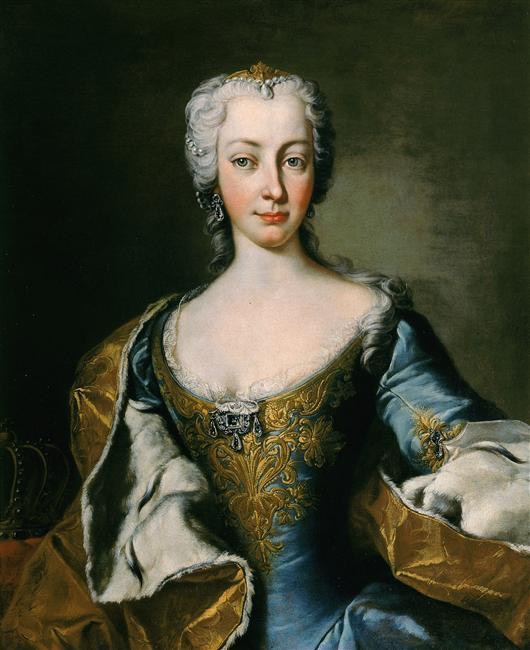
Marie Terezie († 29. listopadu)

- 13. ledna – Luisa Amálie Brunšvicko-Wolfenbüttelská, německá šlechtična (* 29. ledna 1722)
- 14. února – William Blackstone, anglický právník, soudce a konzervativní politik (* 10. července 1723)
- 18. února – Kristijonas Donelaitis, litevský spisovatel a luteránský pastor (* 1. ledna 1714)
- 22. února – František III. d'Este, vévoda z Modeny a Reggia (* 2. července 1698)
- 03. března – Joseph Highmore, anglický malíř období rokoka (* 13. června 1692)
- 26. března – Karel I. Brunšvicko-Wolfenbüttelský, německý šlechtic (* 1. srpna 1713)
- 23. dubna – Marie Antonie Bavorská, bavorská princezna a saská kurfiřtka (* 18. července 1724)
- 11. května – Nicolás Fernández de Moratín, španělský básník a dramatik (* 20. července 1737)
- 14. května – Pierre-Montan Berton, francouzský zpěvák, hudební skladatel a dirigent (* 7. ledna 1727)
- 03. června – Franz Ferdinand von Schrötter, rakouský univerzitní profesor, právník, historik (* 13. ledna 1736)
- 12. června – Andreas Altomonte, rakouský architekt (* 1699)
- 03. července – Thomas Hutchinson, britský politik v Massachusetts (* 9. září 1711)
- 04. července – Karel Alexandr Lotrinský, velmistr Řádu německých rytířů (* 12. prosince 1712)
- 19. července – Jevdokija Borisovna Jusupovová, kuronská vévodkyně (* 5. května 1743)
- 22. července – Fjodor Ivanovič Sojmonov, ruský námořní důstojník, kartograf, hydrograf (* 1692)
- 03. srpna – Étienne Bonnot de Condillac, francouzský kněz, filozof, encyklopedista (* 30. září 1715)
- 23. srpna – Marie Anne de Vichy-Chamrond, markýza du Deffand, francouzská spisovatelka, mecenáška umění, známá svým společenským salónem (* 25. září 1696/1697)
- 29. srpna
  - Jacques-Germain Soufflot, francouzský architekt (* 22. července 1713)
  - Charles Mawhood, důstojník britské armády (* 23. prosince 1729)
- 30. srpna – Romuald Hadbávný, překladatel bible do slovenského jazyka (* 9. listopadu 1714)
- 10. září – Viktor Amadeus II. z Carignana, italský kníže (* 31. října 1743)
- 23. září – Arnošt Fridrich III. Sasko-Hildburghausenský, německý šlechtic (* 10. června 1727)
- 26. září – Bernard Pavel Moll, německý diplomat, kartograf a sběratel map (* 30. května 1697)
- 17. října – Bernardo Bellotto, italský malíř (* 30. ledna 1720)
- 14. listopadu – Jacobus Houbraken, nizozemský rytec (* 25. prosince 1698)
- 29. listopadu – Marie Terezie, císařovna, arcivévodkyně rakouská, královna uherská a česká (* (13. května 1717)
- 11. prosince – Anna Žofie Schwarzbursko-Rudolstadtská, německá šlechtična (* 9. září 1700)
- 18. prosince – Karel Gotthard Schaffgotsch, slezský šlechtic (* 27. července 1706)
- neznámé datum
  - Lozang Paldän Ješe, tibetský pančhenlama (* 1738)
  - Rinaldo di Capua, italský hudební skladatel (* 1710)

## Hlavy států
- Francie – Ludvík XVI. (1774–1792)

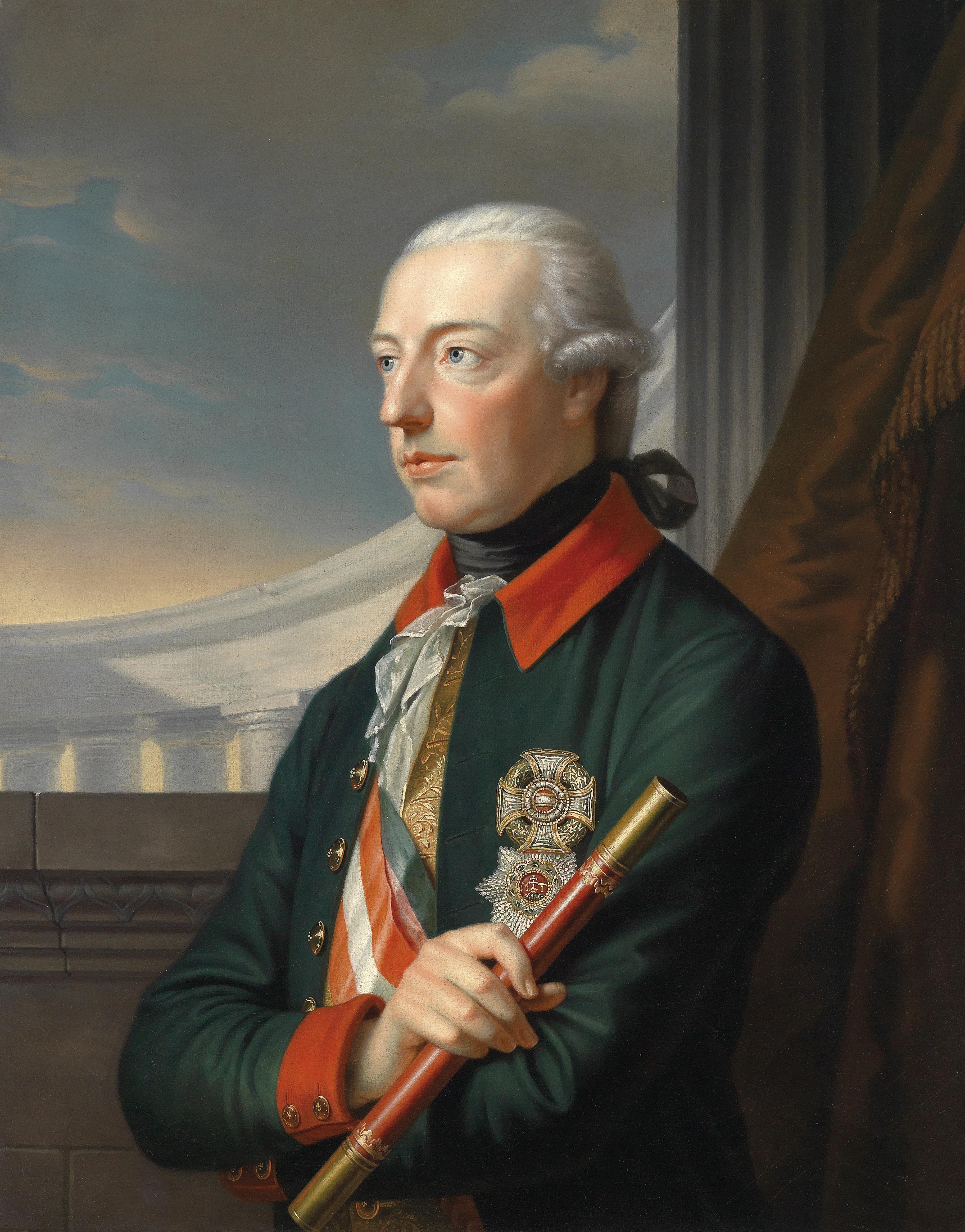
Hlavou Habsburské monarchie se stal Josef II.

- Habsburská monarchie – Marie Terezie (1740–1780) / Josef II. (1780–1790)
- Osmanská říše – Abdulhamid I. (1774–1789)
- Polsko – Stanislav II. August Poniatowski (1764–1795)
- Prusko – Fridrich II. (1740–1786)
- Rusko – Kateřina II. Veliká (1762–1796)
- Španělsko – Karel III. (1759–1788)
- Švédsko – Gustav III. (1771–1792)
- Velká Británie – Jiří III. (1760–1820)
- Svatá říše římská – Josef II. (1765–1790)
- Papež – Pius VI. (1774–1799)
- Japonsko – Kókaku (1780–1817)